# Film de dragoste

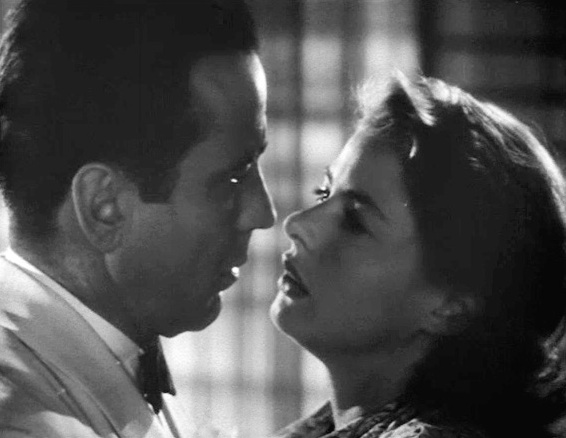
Humphrey Bogart și Ingrid Bergman în Casablanca.

Un film de dragoste, sau film romantic este un film în care acțiunea se desfășoară în jurul poveștii de dragoste dintre protagoniști. Printre cele mai celebre filme de dragoste se numără Casablanca, Frumușica, Love Story, Pe aripile vântului și Titanic.
Scenaristul și cercetătorul Eric R. Williams identifică unsprezece super-genuri în taxonomia sa a scenariștilor, susținând că toate filmele narative de lungmetraj pot fi clasificate după aceste super-genuri. Aceste 11 super-genuri sunt de acțiune, polițist, fantastic, groază, romantism, științifico-fantastic, slice of life, sport, thriller, război și western.

## Exemple
- An Affair to Remember
- Love & Basketball
- Autumn in New York
- A Walk to Remember
- Beautiful Thing
- Before Sunrise și continuarea sa, Before Sunset
- Brief Encounter
- Camille
- Casablanca
- City of Angels
- Dear John
- Different from the Others
- Dirty Dancing
- Dirty Dancing: Havana Nights
- Doctor Zhivago
- Dying Young
- Friends with Benefits
- Gone with the Wind
- Griffin and Phoenix (1976)
  - Griffin & Phoenix (2006)
- If Only
- Last Chance Harvey
- Letters to Juliet
- Life As We Know It
- Love Story
- Kate and Leopold
- Love and Other Drugs
- Message in a Bottle
- Meet Joe Black
- Mr. & Mrs. Smith
- No Strings Attached
- One Day
- Pearl Harbor
- Pride and Prejudice
- P.S. I Love You
- The Reader
- Remember Me
- Romeo + Juliet
- Shakespeare in Love
- Shelter
- Something Borrowed
- Somewhere in Time
- Sophie's Choice
- Splash
- Sunrise: A Song of Two Humans
- The Artist
- The Bridges of Madison County
- The Illusionist
- The Jane Austen Book Club
- The Lake House
- The Notebook
- The Phantom of the Opera
- The Princess Diaries
- The Proposal
- The Last Song
- Last Tango in Paris
- Titanic
- Tristan & Isolde
- Wimbledon
- Working Girl